# Хейран-Ханум
Хейран-Ханум (азерб. حئیران خانیم) — азербайджанская поэтесса первой половины XIX века.

## Биография
Родилась в Нахичевани в аристократической семье. Дата её рождения и смерти неизвестны. В начале XIX века Хейран-Ханум переехала в Иран, и до конца своих дней жила в Тебризе. Владела персидским и арабским языками, изучала классическую литературу Востока.
Хейран-Ханум писала лирические стихи разнообразные по форме: газели, мухаммасы, рубаи, касыды и др. на азербайджанском и персидском языках.
Основная тема её поэзии — пылкая, благородная и самоотверженная любовь. В некоторых стихах звучат недовольство к окружающей жизни, протест против зла и социальной несправедливости, бесправия и угнетённого положения женщины.